# Federació Europea de Biotecnologia
La Federació Europea de Biotecnologia o EFB (acrònim anglès de European Federation of Biotechnology) és una organització sense ànim de lucre que actua com a grup de pressió en la promoció de la biotecnologia a nivell europeu i internacional. Està constituïda per associacions nacionals, societats i instituts científics, universitats, empreses del sector i biotecnòlegs independients. Amb seu a Barcelona, va ser fundada l'any 1978 a Interlaken (Suïssa) i està presidida pel suec Mathias Uhlén.

## Història i estructura organitzativa
L'EFB va ser fundada per científics europeus a fi de promoure la cooperació entre les societats científiques i com a mitjà per a cercar l'avenç de la biotecnologia com un camp interdisciplinari, que es pogués desenvolupar econòmicament i pogués aplicar els bioprocessos d'una manera social i ètica. Inicialment, però, només les societats nacionals podien esdevenir-ne membres.
L'estructura inicial presentava 10 grups de treball enfocats a les diverses vessants de la recerca biotecnològica i un altre addicional centrat en la percepció pública d'aquesta disciplina. Estava composta per 81 societats científiques de 29 països europeus i 5 de no-europeus; en què cadascun d'aquests grups de treball podia incloure dos representants de cada país europeu, delegats per les societats científiques. Aquest sistema, però, va resultar en una participació molt reduïda del sector i el 1999 es van refer els estatuts per obrir-la a tota la comunitat investigadora.
L'any 2005, el Departament d'Universitats, Recerca i Societat de la Informació de la Generalitat de Catalunya ocupat per Carles Solà i Ferrando va acordar amb la presidència de la Federació el trasllat de la seu des de Delft (Països Baixos) al Parc Científic de Barcelona, on es manté actualment. Aquest acord tenia com a objectiu impulsar una Bioregió que permetés fer créixer la qualitat de la investigació biomèdica i biotecnòlogica a Catalunya i que permetés generar productes i serveis competitius dins el sector.
L'any 2011, l'organització estava distribuïda en una xarxa de 13 oficines regionals coordinades des de la seu barcelonina i comptava amb 225 membres institucionals i prop de 5000 membres individuals de 56 països.
La revista oficial de la Federació és New Biotechnology, publicada bimensualment per l'editorial Elsevier i que abasta tant la ciència de la biotecnologia com la política, els negocis i l'entorn financer que l'envolten. Aquestes temàtiques es publiquen com a recerca bàsica per mitjà d'una avaluació d'experts, articles de revisió i opinions en l'àmbit internacional.